# I Adore You
Pour plus de détails, voir Fiche technique et Distribution.
I Adore You est un film britannique réalisé par George King, sorti en 1933.

## Fiche technique
- Titre : I Adore You
- Réalisation : George King
- Scénario : Scott Darling et Paul England
- Production : Irving Asher
- Photographie : Basil Emmott
- Pays d'origine : Royaume-Uni
- Format : Noir et blanc - 1,37:1 - Mono
- Genre : Comédie et film musical
- Durée : 74 minutes
- Date de sortie : 1933

## Distribution
- Margot Grahame : Margot Grahame
- Harold French : Norman Young
- Clifford Heatherley : Louis B. Koenig
- O. B. Clarence : Mr. Young
- Errol Flynn : Petit rôle (non crédité)